# Podoserpula
Genre
Podoserpula est un genre de champignons basidiomycètes de la famille des Amylocorticiaceae. 

## Liste d'espèces
Selon Catalogue of Life (28 octobre 2013) et NCBI (28 octobre 2013) :
- Podoserpula pusio

Selon Index Fungorum (28 octobre 2013) :
- Podoserpula miranda B. Buyck, B. Duhem, G. Eyssartier & M. Ducousso 2012
- Podoserpula miranda Ducousso, S. Proust, D. Vigier & Eyssart. 2009
- Podoserpula pusio (Berk.) D.A. Reid 1963